# 皮纳德埃夫罗
皮纳德埃夫罗，是西班牙阿拉贡自治区萨拉戈萨省的一个市镇。 总面积309平方公里，总人口2233人（2001年），人口密度7人/平方公里。